# Polar-Ecuador-Klasse
Die Polar-Ecuador-Klasse, von seiner Reederei auch Polar-Länder-Klasse genannte Schiffsklasse war eine Baureihe von Motorschiffen der Reederei Hamburg Süd. Die Kühlschiffe der Hamburg-Südamerikanischen Dampfschiffahrts-Gesellschaft Eggert & Amsinck waren bei ihrem Bau die größten und schnellsten Kühlschiffe unter deutscher Flagge.

## Geschichte
Nach den guten Erfahrungen, die die Hamburg-Süd mit der Schiffsautomation bei den Schiffen Polarlicht und Polarstern (Schiffsneubauten 1963 und 1964 basierend auf Entwürfen von Cäsar Pinnau) gesammelt hatte, bestellte sie ein Sextett eines technisch stark weiterentwickelten Schiffstyps bei der Werft Blohm & Voss in Hamburg, das 1967/68 in Dienst gestellt wurde. Durch das Konzept der weitgehend automatisierten Motorenanlage deren zwei mittelschnell laufenden Viertakt-Dieselmotoren für Schwerölbetrieb mit Zylindern in V-Anordnung, mit ihrer kompakten Bauweise eine hohe Geschwindigkeit von knapp 23 Knoten ermöglichten, erhoffte sich die Reederei eine Verbesserung der Wirtschaftlichkeit. Die vor allem am Anfang auftretende Anfälligkeit der Maschinenanlage schmälerte den Erfolg der technisch innovativen Baureihe aber.
Das Typschiff der Klasse war die am 21. Oktober 1967 abgelieferte Polar Ecuador. Sie war gleichzeitig das 35. Schiff, das die Bauwerft an die Reederei Hamburg Süd lieferte. Den Abschluss der Klasse bildete die Polar Paraguay, die am 23. Dezember 1968 übergeben wurde. Das Schiff fing am 10. Dezember 1990 als Chios Faith nahe West Hinder Feuer und wurde im Folgejahr in der Türkei abgewrackt.

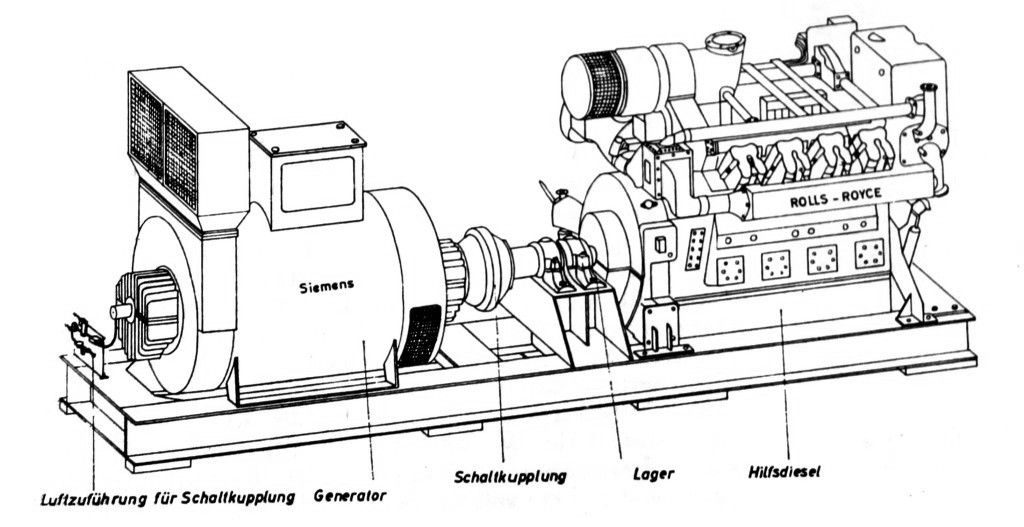
Abbildung der ursprünglichen Dieselgeneratoren der Polar-Länder-Schiffe

Schon während des ersten Betriebsjahres der Polar-Ecuador-Klasse kam ein Schiff nach dem anderen mit Schäden an den Hilfsdieseln zu seiner Bauwerft zurück und wurde umgebaut. Grund war eine auf Wunsch der Reederei eingebaute Neuerung der Klasse, die Energie für den Kühlanlagenbetrieb über die zwei 1.250 kVA Wellengeneratoren zu erzeugen, die von den beiden mittelschnell laufenden Schweröl-Hauptmotoren angetrieben wurden. Mit diesem Prinzip, so das Kalkül der Reederei, könnten teure Hilfsdiesel eingespart werden, die normalerweise die Kühlanlagen betreiben. Die vier verbliebenen Dieselgeneratoren sollten ursprünglich im Hafenbetrieb laufen und als Reserve dienen. Durch anfängliche Störungen der für den Seebetrieb geplanten Wellengeneratoren, und der elektrischen Schlupfkupplungen mussten die mit 1800/min laufenden Hilfsdiesel, die aufgrund eines Devisenausgleichsabkommen aus Großbritannien bezogen wurden, viel länger als ursprünglich vorgesehen laufen. Sie brachen daraufhin reihenweise zusammen. Schließlich baute Blohm + Voss alle Schiffe auf die ursprünglich vorgesehenen robusteren Hilfsdiesel um. Während der Umbauphase wurden im Hafenumfeld Kommentare wie: "Unsere Kais sind schwarz von weißen Schiffen" oder Verballhornungen "Polar-glieks-wedder-dor-Klasse" laut. Die Schadensserie war der größte bis dahin vorgekommenen Regreßfall der Werft, weil alle Schiffe eine langjährige Charter der schwedischen Salén Reederei angetreten hatten.
Die Schiffe liefen bis 1977 bei der Hamburg Süd und wurden dann nach Liberia verkauft und langjährig zurückgechartert. Zwischen 1982 und 1984 liefen die Hamburg-Süd-Chartern aus und schon Anfang bis Mitte der 1990er Jahre wurden die technisch anspruchsvollen Schiffe schließlich verschrottet.

## Die Schiffe
| Polar-Ecuador-Klasse | Polar-Ecuador-Klasse | Polar-Ecuador-Klasse | Polar-Ecuador-Klasse               | Polar-Ecuador-Klasse | Polar-Ecuador-Klasse |
| Bauname              | Bau- nummer          | IMO- Nummer          | Stapellauf Ablieferung             | Umbenennungen und Verbleib |                      |
| -------------------- | -------------------- | -------------------- | ---------------------------------- | --- | -------------------- |
| Polar Ecuador        | 853                  | 6721591              | 15. Juli 1967 21. Oktober 1967     | Chicos Spirit (1982) → verschrottet |                      |
| Polar Argentina      | 854                  | 6728135              | 9. September 1967 30. Januar 1968  | Chicos Faith (1982) → Faith → 1991 in Aliaga verschrottet                                                                                                   |                      |
| Polar Columbia       | 855                  | 6730035              | 14. Oktober 1967 1. März 1968      | Aegean Progress (1984) → Frio Progress (1986) → Frio Venezuela (1988) → Miramar (1993) → ab 27. April 1998 bei Kathiawar Ship Brokers in Alang verschrottet |                      |
| Polar Brasil         | 856                  | 6804032              | 25. November 1967 24. Juni 1968    | Yukon (1985) → Yucatan (1986) → ab 29. März 1986 bei M. Nasir Trading Corporation in Gadani verschrottet                                                    |                      |
| Polar Uruguay        | 857                  | 6808844              | 27. Januar 1968 15. Juli 1968      | Aegean Bay → Frio Bay (1986) → Frio Bahia (1988) → Lola (1992) → Ab 17. Dezember 1993 in Alang verschrottet                                                 |                      |
| Polar Paraguay       | 858                  | 6810885              | 24. Februar 1968 23. Dezember 1968 | Frio Mexico, Am 10. Dezember 1990 als Chios Faith nahe West Hinder in Brand geraten und 1991 in der Türkei verschrottet                                     |                      |